# نووچیکه‌یوو
نووچیکه‌یوو (انگلیسی: Novochikeyevo) یک شهرک در شهرستان شارانسکی استان باشقیرستان کشور روسیه است.